# توربنتال
توربنتال (بالألمانية: Turbenthal) هي إحدى بلديات مقاطعة فينترتور في كانتون زيورخ في سويسرا. تبلغ مساحتها 25.07 كيلومتر مربع، ويقدر عدد سكانها بـ 4761 نسمة (حسب تعداد ديسمبر 2017).

## أعلام
- إسكيل سوتر